# Paus Silverius
Silverius (Ceccano, geboortedatum onbekend - Palmarola, 20 juni 537) was de 58e paus van de Rooms-Katholieke Kerk. Hij was de zoon van paus Hormisdas, voordat deze priester werd.
Zijn beleid tijdens zijn pontificaat maakte hem zeer impopulair in het Byzantijnse Rijk. Keizerin Theodora van het Byzantijnse Rijk probeerde daarom Vigilius tot paus te maken. Het grootste probleem was de steun van Silverius aan het besluit van paus Agapitus I, zijn voorganger, om patriarch Antimus van Byzantium af te zetten, omdat deze een monofysiet was.
Rome werd op 9 december 536 door Belisarius ingenomen. Toen Witiges, koning der Ostrogoten, daarop probeerde de stad door belegering terug te veroveren, kwam het zover dat de bevolking daarbij bijna verhongerde. Men beweerde dat Silverius daarom Witiges beloofde de stad te zullen verraden voor hem. Dit leidde ertoe dat hij in maart 537 gedegradeerd werd tot een gewone monnik. Hij ging verhaal halen bij Justinianus I, waarna deze hem herstelde in zijn oude waardigheid. Vigilius, die toen echter al paus was, slaagde erin zijn concurrent vast te zetten op het gevangeniseiland Panditaria. Het Liber Pontificalis beweert echter dat hij naar Palmarola verbannen werd.
Silverius is een heilige. Het wonder dat hem heilig maakte is dat hij een groep vissers van het eiland Ponza, door een storm verrast, gered zou hebben nadat zij hem aanriepen. Van dit eiland is hij daarom de beschermheilige.
Cursief: tegenpaus